# Under the Cherry Moon

Under the Cherry Moon est un film musical américain réalisé par le chanteur et musicien Prince et sorti le 27 août 1986.

## Synopsis
Originaire de Miami, Christopher Tracy est un pianiste gigolo sur la Côte d'Azur, en France. Avec son ami Tricky, il séduit de riches femmes en espérant obtenir leur fortune. Mais lorsqu'ils rencontrent Mary Sharon, qui doit recevoir 50 millions de dollars le jour de ses 21 ans, quel est le plus important : l'amour ou l'argent ?

## Fiche technique
- Titre original : Under the Cherry Moon
- Réalisation : Prince
- Scénario : Becky Johnston
- Musique : Prince & The Revolution
- Genre : Drame, film musical
- Sortie : 27 août 1986

## Autour du film
- Ce film tourné en grande partie sur la côte d'azur en France voit débuter Kristin Scott Thomas.
- Le film devait être réalisé par Mary Lambert, mais Prince la remercia pour réaliser le film lui-même.
- Under The Cherry Moon a été tourné en couleurs, mais passé ensuite en noir et blanc.
- Pendant le tournage du film, le kid de Minneapolis a invité Michael Jackson, longtemps considéré comme son rival dans la presse. Selon une rumeur, le Prince de la Pop aurait vaincu le Roi de la Pop durant une partie de ping pong.

## Distribution
- Prince : Christopher Tracy
- Jerome Benton : Tricky
- Kristin Scott Thomas : Mary Sharon
- Alexandra Stewart : Mme Sharon
- Francesca Annis : Mrs Wellington
- Steven Berkoff : Mr. Sharron
- Emmanuelle Sallet : Katy
- Pamela Ludwig : une petite amie
- Patrice Melennec : Larry
- Sylvain Lévignac : Eddy
- Joby Valente : Champagne Lady